# Senantes
|  | Per a altres significats, vegeu «Senantes (Oise)». |

Senantes és un municipi francès al departament de l'Eure i Loir (regió de Centre-Vall del Loira). L'any 2007 tenia 640 habitants. Senantes sembla provenir del gal Seno nemeton, que significa "vell santuari".

## Demografia

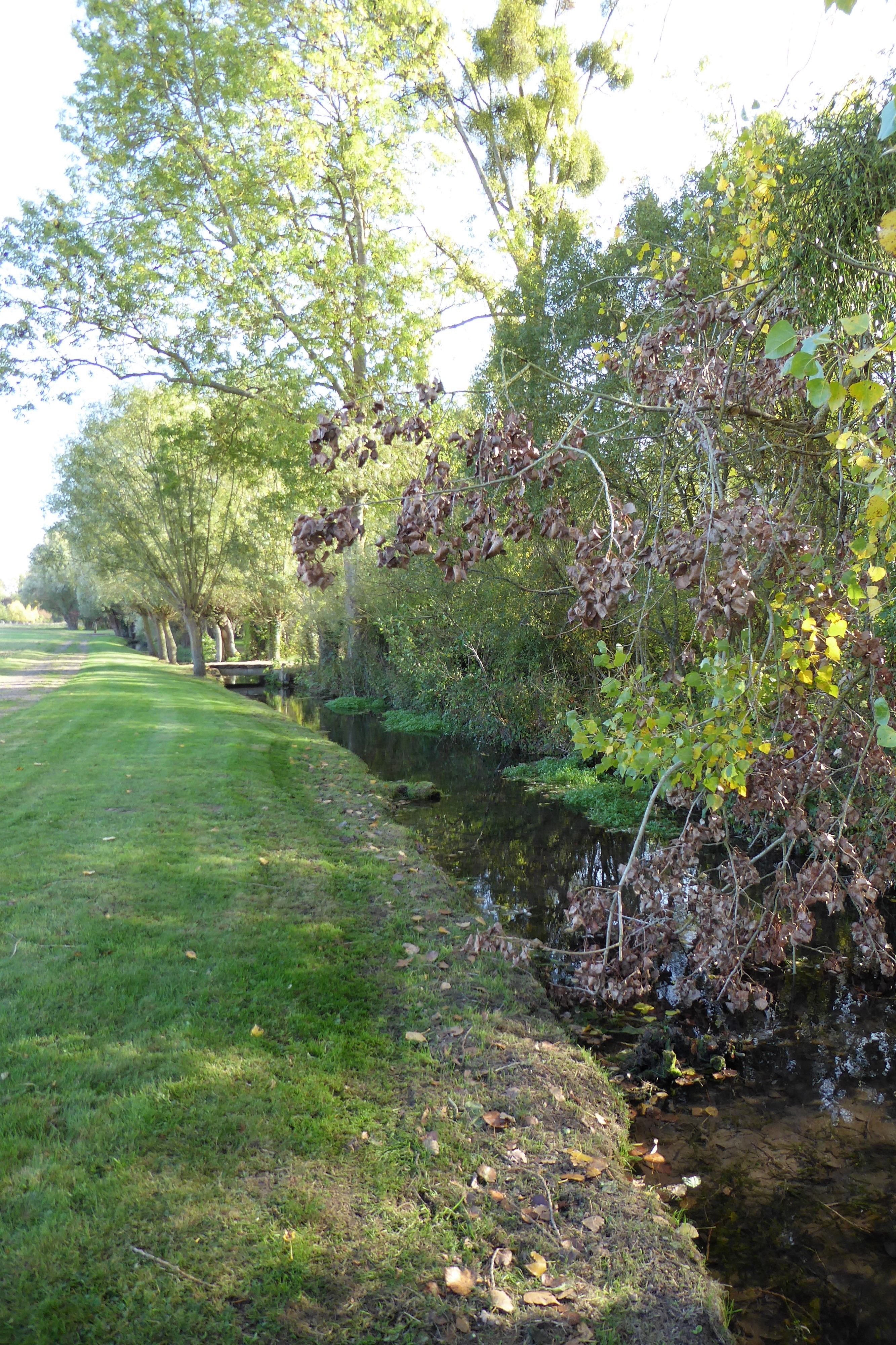
La Maltorne prop de la capella de Sainte-Geneviève

### Població
El 2007 la població de fet de Senantes era de 640 persones. Hi havia 235 famílies, de les quals 32 eren unipersonals (20 homes vivint sols i 12 dones vivint soles), 73 parelles sense fills, 110 parelles amb fills i 20 famílies monoparentals amb fills.
La població ha evolucionat segons el següent gràfic:

### Habitatges
El 2007 hi havia 258 habitatges, 235 eren l'habitatge principal de la família, 21 eren segones residències i 2 estaven desocupats. Tots els 257 habitatges eren cases. Dels 235 habitatges principals, 221 estaven ocupats pels seus propietaris, 7 estaven llogats i ocupats pels llogaters i 6 estaven cedits a títol gratuït; 8 tenien dues cambres, 25 en tenien tres, 48 en tenien quatre i 153 en tenien cinc o més. 207 habitatges disposaven pel capbaix d'una plaça de pàrquing. A 78 habitatges hi havia un automòbil i a 148 n'hi havia dos o més.

### Piràmide de població
La piràmide de població per edats i sexe el 2009 era:
| Homes | Edats   | Dones |
| ----- | ------- | ----- |
| 0     | 95 o +  | 0     |
| 0     | 90 a 94 | 0     |
| 0     | 85 a 89 | 0     |
| 4     | 80 a 84 | 0     |
| 12    | 75 a 79 | 8     |
| 4     | 70 a 74 | 8     |
| 12    | 65 a 69 | 8     |
| 8     | 60 a 64 | 8     |
| 20    | 55 a 59 | 16    |
| 24    | 50 a 54 | 20    |
| 20    | 45 a 49 | 24    |
| 20    | 40 a 44 | 12    |
| 20    | 35 a 39 | 32    |
| 28    | 30 a 34 | 24    |
| 4     | 25 a 29 | 24    |
| 4     | 20 a 24 | 4     |
| 20    | 15 a 19 | 4     |
| 16    | 10 a 14 | 24    |
| 16    | 5 a 9   | 36    |
| 20    | 0 a 4   | 20    |

## Economia
El 2007 la població en edat de treballar era de 438 persones, 339 eren actives i 99 eren inactives. De les 339 persones actives 319 estaven ocupades (177 homes i 142 dones) i 20 estaven aturades (6 homes i 14 dones). De les 99 persones inactives 25 estaven jubilades, 33 estaven estudiant i 41 estaven classificades com a «altres inactius».

### Ingressos
El 2009 a Senantes hi havia 222 unitats fiscals que integraven 616 persones, la mediana anual d'ingressos fiscals per persona era de 24.753 €.

### Activitats econòmiques
Dels 15 establiments que hi havia el 2007, 1 era d'una empresa extractiva, 1 d'una empresa alimentària, 1 d'una empresa de fabricació d'altres productes industrials, 4 d'empreses de construcció, 1 d'una empresa d'hostatgeria i restauració, 2 d'empreses immobiliàries, 3 d'empreses de serveis, 1 d'una entitat de l'administració pública i 1 d'una empresa classificada com a «altres activitats de serveis».
Dels 5 establiments de servei als particulars que hi havia el 2009, 1 era un guixaire pintor, 2 fusteries, 1 lampisteria i 1 restaurant.
L'any 2000 a Senantes hi havia 7 explotacions agrícoles.

## Poblacions properes
El següent diagrama mostra les poblacions més properes.